# Orthonops zebra
Orthonops zebra  (лат.) — вид мелких пауков рода Orthonops из семейства Caponiidae. Северная Америка: США (Калифорния).

## Описание
Длина самцов до 3,46 мм (самки немного крупнее — до 4,59 мм). Имеют только 2 глаза. Развит вентральный полупрозрачный киль на переднем метатарзусе и сильно редуцированную полупрозрачную мембрану между метатарзусом и лапкой передней пары ног.
Вид Orthonops zebra был впервые описан в 1995 году американским арахнологом профессором Норманом Платником (Norman I. Platnick; Американский музей естественной истории, США) вместе с Orthonops johnsoni и получил своё название за сходство с зебрами в окраске брюшка с полосками. Таксон Orthonops zebra включён в состав рода Orthonops Chamberlin, 1924 (вместе с Orthonops gertschi, Orthonops giulianii, Orthonops icenoglei, Orthonops lapanus, Orthonops overtus и другими).